# Хлорид цезію
Хлори́д це́зію, CsCl — неорганічна бінарна сполука цезію з хлором, цезієва сіль соляної кислоти. У кристалічному стані — безбарвна речовина з йонною структурою; нелетка, термічно стійка. Хлорид цезію добре розчинний у воді і концентрованій соляній кислоті.
Зустрічається в природі у вигляді домішки до мінералу карналіту (до 0,002 %), сильвіну і каїніту. Також міститься в невеликих кількостях в мінеральних водах. Наприклад, в Дюркхеймському мінеральному джерелі (Німеччина), де і був вперше виявлений цезій, зміст CsCl досягає 0,17 мг/л.
Кристалічна структура CsCl обрана в якості типової кубічної примітивної кристалічної решітки для з'єднань виду AX (тип CsCl), де центральний атом A (Cs) оточений вісьмома атомами (групами атомів) X (Cl).
У 1905 році французький хімік Акспіль (фр. Hackspill) виділив металевий цезій відновленням хлориду цезію кальцієм в вакуумі. Цей метод до сих пір залишається найбільш поширеним способом промислового одержання цезію
{\displaystyle {\mathsf {2CsCl+Ca\ {\xrightarrow[{P}]{700-800\ ^{o}C}}\ CaCl_{2}+2Cs}}}